# Wijken en buurten in Alphen-Chaam
De Nederlandse gemeente Alphen-Chaam is voor statistische doeleinden onderverdeeld in wijken en buurten. De gemeente is verdeeld in de volgende statistische wijken:
- Wijk 00 Alphen (CBS-wijkcode:172300)
- Wijk 01 Chaam (CBS-wijkcode:172301)
- Wijk 02 Galder (CBS-wijkcode:172302)
- Wijk 08 Verspreide huizen (CBS-wijkcode:172308)
- Wijk 09 Verspreide huizen (CBS-wijkcode:172309)

Een statistische wijk kan bestaan uit meerdere buurten. Onderstaande tabel geeft de buurtindeling met kentallen volgens het Centraal Bureau voor de Statistiek (2008):
| CBS-buurtcode | Buurtnaam                            | Inwonertal | Opp. totaal (ha) | Opp. land (ha) | Ligging                |
| ------------- | ------------------------------------ | ---------- | ---------------- | -------------- | ---------------------- |
| BU17230000    | Alphen                               | 2970       | 232              | 232            | Locatie in de gemeente |
| BU17230001    | Villawijk 't Zand                    | 160        | 83               | 83             | Locatie in de gemeente |
| BU17230009    | Buitengebied Alphen                  | 860        | 3676             | 3663           | Locatie in de gemeente |
| BU17230100    | Chaam                                | 2600       | 105              | 105            | Locatie in de gemeente |
| BU17230108    | Verspreide huizen in het Noordoosten | 660        | 1576             | 1574           | Locatie in de gemeente |
| BU17230109    | Verspreide huizen in het Zuidwesten  | 560        | 1313             | 1307           | Locatie in de gemeente |
| BU17230200    | Galder                               | 570        | 36               | 36             | Locatie in de gemeente |
| BU17230208    | Verspreide huizen Galder             | 360        | 521              | 517            | Locatie in de gemeente |
| BU17230209    | Verspreide huizen Strijbeek          | 220        | 521              | 511            | Locatie in de gemeente |
| BU17230809    | Verspreide huizen Ulvenhout          | 440        | 1020             | 1008           | Locatie in de gemeente |
| BU17230909    | Verspreide huizen Bavel              | 60         | 283              | 283            | Locatie in de gemeente |